# Бајрам Халити
Бајрам Халити (Гњилане, 21. мај 1955 — Београд, 18. јул 2022) био је српски политичар, новинар, публициста и писац ромског порекла. Халити је објавио велики број студија, чланака, коментара, и документарних емисија. Објављивао је песме и текстове у многим часописима, а заступљен је у антологији ромске поезије. Објавио је и две драме. Говори неколико језика.
Од 2008. године је генерални секретар Интернационалне Уније Рома. Јeдaн је oд најцeњeнијих пoзнaвaлaцa пoлoжaja Рoмa у свeту.
Живeo je и радиo у Земуну. Бавиo се адвокатуром.

## Биографија
Бајрам Халити рођен је у Гњилану, на Косову, 21. маја 1955. године. Основну и средњу школу завршио је у родном месту. Студије права започео је у Приштини, али је морао да их прекине због политичке ситуације 90-их, да би их завршио на Правном факултету у Крагујевцу. Последипломске студије наставио је у Београду, на Факултету за пословне студије и право.
Бајрам Халити ожењен је и има три сина. Живи и ради у Земуну. Бави се адвокатуром.

## Књижевни рад
Књижевним радом Бајрам Халити се бави дуги низ година. Објављивао је песме и текстове у многим часописима, а заступљен је у антологији ромске поезије на индијском, италијанском, пољском, бугарском и енглеском језику. Објавио је и две драме. Говори неколико језика. Његово дело увршћено је у ПЕН-антологију ромских писаца 1998. Путеви Рома (енгл. The Roads of Roma: A PEN Anthology of Gypsy Writers).

## Лингвистички рад
Године 2011. Бајрам Халити објавио је Први српско-ромски речник који  сe смaтрa првим рoмским рeчникoм у свeту. Речник обухвата око 50.000 речи и израза, а објавила га је новосадска кућа Прометеј. Циљ речника је да пружи заједнички основ за развијање наставних планова и смерница за образовне програме, уџбенике и друге наставне материјале, као и испите у школском систему Србије. Књига је намењена свима онима који се баве и који ће се бавити ромским језиком. Након овог објавио је и друге речнике.

### Лепа књижевност

#### Поезија
- Kamipe mamuj o ćaćipe — Дуг према истини (поезија, двојезично српско-ромско издање; Гњилане, 1999)
- Badalesi angrustin — Небески прстен (поезија, двојезично српско-ромско издање; Београд, 2000)
- E Rroma anglal e mudarimasko duvari e Aušvicosko — Роми пред зидом смрти Аушвица (поезија, двојезично српско-ромско издање; Београд, 2003)
- Поема о Мум Таџ Махал — Poema katar e Mum Tadž Mahal — Mumtaz Mahal Poem (поезија, тројезично српско-ромско-енглеско издање; Београд, 2004)
- Dukhavni upral o hramo e merimasko e Kosmetese Rromendje (poema) — Тугованка над храмом смрти косметским ромима (поема) — A Lament Over the Temple of Death for the Romanys of Kosovo (an epic) (поезија, тројезично српско-ромско-енглеско издање; Београд, 2006)
- Ćeriasi angrustin = Небески прстен (поезија, двојезично хрватско-ромско издање; Загреб, 2008)
- Ајшварија забрањена љубав — Ajśvaria bimuklutno kamlipe — Aishwarya forbidden love (поезија, тројезично српско-ромско-енглеско издање; Београд, 2016)
- Дијалози љубави — Kamlipnasqe dijalogura — Dialogues of Love - песнички дијалог између Мирабаи и Бајрама Халитија (поезија, тројезично српско-ромско-енглеско издање; Београд, 2016)
- Три песника - Геноцид над Ромима, Јеврејима и Србима - Да се не заборави (Београд, 2016)
- Песнички дијалог између Бајрама Халитија и Шакунтале — Gajakongo dijalogo maśkar o Bajram Halti thaj e Śakuntala — Poetical Dialogues Between Bajram Haliti and Shakuntala (поезија, тројезично српско-ромско-енглеско издање; Београд, 2018)

#### Драме
- Роми у паклу Јасеновца - крај једне черге (драма; Београд, 2012)
- Недодирљиви не умиру - Роми деца божја (драма; Београд, 2014)

### Остала дела
- Роми, народ зле коби (Приштина, 1997)
- So si o Islamo? (на ромском језику; Београд, 2004)
- Contemplations on Roma Issue (енглески; Београд, 2005)
- Размишљања о ромском питању (Београд, 2006)
- Роми на Косову и Метохији (Београд, 2018)

### Речници и приручници
- Ромски са изговором - приручник (Београд, 2008)
- Српско-ромски речник са граматиком и правописним саветником — Serbikano-rromano alavàri e gramatikaça thaj e vòrtaxramosaripnasqe sikavipnaça (Нови Сад, 2011)
- Rromani ćhib e vakeripnaça — Romski sa izgovorom - приручник (Загреб, 2012)
- Slovensko-romski slovar — Slovenikano-rromano alavari - (Марибор, 2012)
- Српско-ромско-енглески речник са граматиком — Serbikano-rromano-anglikano alavàri e gramatikaça — Serbian-Romany-English Dictionaty with Grammar (Београд, 2012)
- Хинду са изговором - приручник (Београд, 2015)
- Пенђапски са изговором - приручник (Београд, 2015)

## Новинарски рад
У периоду када је живео на Косову био је запослен у РТВ Приштина као новинар. Једно време био је и покрајински секретар за информисање Косова и Метохије. Држао је предавања широм Европе и САД. У Гњилану је 1995. године покренуо информативно политички лист на српском и ромском језику Ahimsa (Ненасиље), посвећен ромским и српским темама.

## Политички ангажман
На 7. Светском конгресу Рома, одржаном у Загребу 23-25. октобра 2008. године, Бајрам Халити је изабран за генералног секретара Интернационалне Уније Рома. На Конгресу је присуствовало 300 делегата из 29 земаља, који су представљали 15.000.000 Рома у свету.

## Награде и признања
- Године 2009, на 16. међународној књижевној манифестацији “Амико Ром” (итал. Amicо Rom), која се сваке године одржава у италијанском граду Ланциано, Бајрам Халити је био добитник Светске награде за књижевност председника Италије.
- Године 2011, на 56. Међународном сајму књига у Београду Српско-ромски речник добио је награду за издавачки подухват године.
- Српско-ромски речник је добитник награде Терезе Фон Јакоб.
- Светска организација дијаспора и мањина (WDMO) је Српско-ромски речник прогласила књигом 2011. године.
- Поводом Светског дана Рома 8. априла 2002. године Бајрам Халити је добио повељу „Слободан Берберски“ за књижевност и новинарство, која је по први  пут те године додељена у СР Југославији.
- Добитник је плакете „Мира и толеранције“ за допринос у борби за мир, толеранцију и разумевање међу људима и народима.
- Добитник је плакете „за нарочите заслуге и допринос на унапређењу културног и просветног живота Рома, као и за успехе у развијању културе Рома у Републици Србији“.[3]